# Веселий художник
Веселий художник — мультфільм об'єднання художньої мультиплікації студії Київнаукфільм про намальованого художника, дівчинку і хулігана.